# لوون شاهوردیان
لوون داویتی شاهوردیان (ارمنی: Լևոն Դավիթի Շահվերդյան؛  زادهٔ ۱۷ اکتبر ۱۹۵۰) سیاستمدار اهل ارمنستان است.

## زندگی‌نامه
وی در ۱۷ اکتبر ۱۹۵۰ ‏در تفلیس به دنیا آمد و از دانشگاه پلی‌تکنیک ارمنستان فارغ‌التحصیل گشت. همچنین برندهٔ جوایزی همچون نشان آنانیا شیراکاتسی () شده است.

## یادداشت
1. ↑  Հայաստանի էներգետիկայի և բնական պաշարների նախարարի տեղակալ
2. ↑  գիտությունների թեկնածու